# 14de uitreiking van de Premios Goya
De 14de uitreiking van de Premios Goya vond plaats in Barcelona op 29 januari 2000. De ceremonie werd uitgezonden op TVE en werd gepresenteerd door Antonia San Juan.

## Winnaars en genomineerden
| Beste film | Beste regisseur |
| --- | --- |
| - Todo sobre mi madre - Cuando vuelvas a mi lado - La lengua de las mariposas - Solas | - Pedro Almodóvar — Todo sobre mi madre - Gracia Querejeta — Cuando vuelvas a mi lado - José Luis Cuerda — La lengua de las mariposas - Benito Zambrano — Solas |
| Beste acteur | Beste actrice |
| - Francisco Rabal — Goya en Burdeos - Josep Maria Pou — Amigo/Amado - Fernando Fernán Gómez — La lengua de las mariposas - Jordi Mollà — Segunda piel | - Cecilia Roth — Todo sobre mi madre - Mercedes Sampietro — Cuando vuelvas a mi lado - Ariadna Gil — Lágrimas negras - Carmen Maura — Lisboa |
| Beste mannelijke bijrol | Beste vrouwelijke bijrol |
| - Juan Diego — París Tombuctú - Mario Gas — Amigo/Amado - José Coronado — Goya en Burdeos - Álex Angulo — Muertos de risa | - María Galiana — Solas - Adriana Ozores — Cuando vuelvas a mi lado - Julieta Serrano — Cuando vuelvas a mi lado - Candela Peña — Todo sobre mi madre |
| Beste debuterend acteur | Beste debuterend actrice |
| - Carlos Álvarez-Nóvoa — Solas - Luis Tosar — Flores de otro mundo - Manuel Lozano — La lengua de las mariposas - Eduard Fernández — Los lobos de Washington | - Ana Fernández — Solas - María Botto — Celos - Silvia Abascal — La fuente amarilla - Antonia San Juan — Todo sobre mi madre |
| Beste origineel scenario | Beste bewerkt scenario |
| - Solas — Benito Zambrano - Cuando vuelvas a mi lado — Gracia Querejeta, Elías Querejeta, Manuel Gutiérrez Aragón - Flores de otro mundo — Icíar Bollaín, Julio Llamazares - Todo sobre mi madre — Pedro Almodóvar                                                                                        | - La lengua de las mariposas — Rafael Azcona - Amigo/Amado — Josep Maria Benet - El coronel no tiene quien le escriba — Paz Alicia Garciadiego - Manolito Gafotas — Elvira Lindo, Miguel Albaladejo                                                                                                   |
| Beste Spaanstalige buitenlandse film | Beste Europese film |
| - La vida es silbar — Cuba - Del olvido al no me acuerdo — Mexico - Golpe de estadio — Colombia - Mundo grúa — Argentinië | - La vita è bella — Roberto Benigni - Black Cat, White Cat — Emir Kusturica - Ça commence aujourd'hui — Bertrand Tavernier - Le Dîner de cons — Francis Veber |
| Beste debuterend regisseur | Beste animatiefilm |
| - Benito Zambrano — Solas - Miguel Bardem — La mujer más fea del mundo - María Ripoll — Lluvia en los zapatos - Mateo Gil — Nadie conoce a nadie | - Goomer |
| Beste camerawerk | Beste montage |
| - Goya en Burdeos — Vittorio Storaro - La lengua de las mariposas — Javier G. Salmones - Todo sobre mi madre — Alfonso Beato - Volavérunt — Paco Femenía | - Todo sobre mi madre — José Salcedo - Goya en Burdeos — Julia Juaniz - La lengua de las mariposas — Nacho Ruiz Capillas - Solas — Fernando Pardo |
| Beste artdirector | Beste productiemanager |
| - Goya en Burdeos — Pierre-Louis Thévenet - La lengua de las mariposas — Josep Rosell - Todo sobre mi madre — Antxón Gómez - Volavérunt — Luis Vallés | - Todo sobre mi madre — Esther García - Goya en Burdeos — Carmen Martínez - La lengua de las mariposas — Emiliano Otegui - Solas — Eduardo Santana |
| Beste geluid | Beste speciale effecten |
| - Todo sobre mi madre — Miguel Rejas, José Antonio Bermúdez, Diego Garrido - Goya en Burdeos — Carlos Faruolo, Alfonso Pino, Alfonso Raposo, Jaime Fernández - La lengua de las mariposas — Daniel Goldstein, Ricardo Steinberg, Patrick Ghislain - Solas — Jorge Marín, Patrick Ghislain, Carlos Faruolo | - Nadie conoce a nadie — Raúl Romanillos, Manuel Horrillo, José Núñez - Goya en Burdeos — Reyes Abades, Fabrizio Storaro - La ciudad de los prodigios — Reyes Abades, Hipólito Cantero, José María Aragonés - La mujer más fea del mundo — Alejandro Álvarez, José Álvarez, David Martí, Reyes Abades |
| Beste kostuums | Beste grime en haarstijl |
| - Goya en Burdeos — Pedro Moreno - La lengua de las mariposas — Sonia Grande - Todo sobre mi madre — José María de Cossío, Sabine Daigeler - Volavérunt — Franca Squarciapino | - Goya en Burdeos — José Quetglas, Susana Sánchez, Blanca Sánchez - La lengua de las mariposas — Ana López Puigcerver, Teresa Rabal - Todo sobre mi madre — Jean-Jacques Puchu - Volavérunt — Lourdes Briones, Paillette, Manolo Carretero, Annie Marandin                                            |
| Beste filmmuziek | Beste origineel nummer |
| - Todo sobre mi madre — Alberto Iglesias - Cuando vuelvas a mi lado — Ángel Illarramendi - La lengua de las mariposas — Alejandro Amenábar - Solas — Antonio Meliveo | Prijs werd pas vanaf de 15de uitreiking uitgereikt. |
| Beste korte film | Beste korte animatiefilm |
| - Siete cafés por semana — Juana Macías - Back room — Guillem Morales - Lencería de ocasión — Teresa Marcos - Obsesión — Carlos Esteban - Paraíso perdido — Jaime Marqués | - Los girasoles — Manuel Lagares, José Lagares - Animal — Miguel Díez Lasangre - Podría ser peor — Damián Perea - William Wilson — Jorge Dayas - Smoke City — E. Martín, Mario Terraves |
| Beste documentaire | Beste korte documentaire |
| Prijs werd pas uitgereikt vanaf de 16de uitreiking. | - Lalia — Sílvia Munt - El olvido de la memoria — Iñaki Elizalde - Positivo — Pilar García Elegido |
| Ere-Goya | |
| Antonio Isasi-Isasmendi | |

## Prijzen per film
| Film                       | Nominaties | Prijzen |
| -------------------------- | ---------- | ------- |
| Todo sobre mi madre        | 14         | 7       |
| La lengua de las mariposas | 13         | 1       |
| Solas                      | 11         | 5       |
| Goya en Burdeos            | 10         | 5       |
| Cuando vuelvas a mi lado   | 7          | 0       |
| Volavérunt                 | 4          | 0       |
| Amigo/Amado                | 3          | 0       |
| Nadie conoce a nadie       | 2          | 1       |
| Flores de otro mundo       | 2          | 0       |
| La mujer más fea del mundo | 2          | 0       |
| París Tombuctú             | 1          | 1       |